# Mydas lividus
Mydas lividus är en tvåvingeart som beskrevs av Charles Howard Curran 1953. Mydas lividus ingår i släktet Mydas och familjen Mydidae. Inga underarter finns listade i Catalogue of Life.